# Schloss Koerich
Das Koericher Schloss (luxemburgisch Gréiweschlass) ist eine mittelalterliche Talburg inmitten der Ortschaft Koerich im Westen Luxemburgs. Das Schloss erstreckt sich längs des Goeblinger Baches (einem Zufluss der Eisch) und ist eines der Schlösser aus dem Tal der Sieben Schlösser.

## Geschichte
Wirich der Erste, Herr von Koerich und Haushofmeister von Luxemburg, ließ Ende des 12. und Anfang des 13. Jahrhunderts diesen Burgkomplex in Koerich erbauen. Ein teilweiser Umbau vom romanischen in einen gotischen Stil erfolgte um 1300.
Maria von Koerich heiratete 1356 Gilles I d’Autel, dessen Stammburg sich in Autel (Autelbas) nahe Arlon befand. Zwischen 1380 und 1385 unternahm der damalige Besitzer Gilles d’Autel-Koerich bedeutende Umänderungen: er ließ im Burgbering ein gotisches Wohngebäude sowie zwei rechtwinklige Türme in der Südfassade errichten. Heute besteht nur noch der Süd-West-Turm.
Im Erdgeschoss befindet sich die dem Heiligen Michel geweihte Kapelle, dies trug dem Süd-West-Turm im Volksmund die Bezeichnung „Kapellenturm“ ein. Im ersten Stockwerk war die Kammer der Wachmannschaft.
1466 nahm Gilles II d’Autel das Koericher Schloss in Besitz. Ein neuerlicher Renaissance-Umbau am Schloss erfolgte 1580–1585 unter Jacques II. de Raville-Bassompierre (Raville = Rollingen). Unter seiner Anleitung wurde die von Wassergräben umgebene Niederungsburg in einen feudalen Herrensitz verwandelt.
Von dem einstigen Prunk zeugen heute nur noch der stattliche Kamin des ersten Stockwerkes im bereits erwähnten Süd-West-Turm sowie die großen Fenster. Auch sind noch verschiedene Bauelemente der Militärarchitektur erhalten.
Von 1714 bis 1720 war das Schloss im Besitz von Lothar Friedrich von Rollingen (Lothaire-Frédéric de Raville). 1728 wurde der südliche Flügel des Schlosses im Barockstil umgebaut. 1739 kamen Schloss und Herrschaft Koerich durch Kauf in den Besitz von Lambert-Joseph de Marchant et d’Ansembourg, welcher 1750 den Reichsgrafentitel erhielt. Darauf ist dann die Bezeichnung Gréiweschlass (Grafenschloss) zurückzuführen. Nach 1755 wurde das „Gréiweschlass“ nicht mehr bewohnt und dem Verfall preisgegeben, bis es schließlich unbewohnbar wurde.
Der letzte private Besitzer Pierre Flammang, damaliger Bürgermeister von Koerich, veranlasste 1950 einige Sicherungsarbeiten am Gréiweschlass.
Mittlerweile befindet sich das Schloss im Besitz des Luxemburger Staates.
1993 erfolgte die Gründung einer Vereinigung in Koerich der „Käercher Schlassfrenn“, deren Bestreben und erstes Ziel war, das Schloss in Koerich vor dem endgültigen Verfall zu bewahren.
1995 begannen die ersten Erhaltungsarbeiten am Gréiweschlass, die im Herbst 2019 endeten. Die Besichtigung der Ruine ist durch einen barrierefreien Zugang möglich. Der Eintritt ist frei.

## Anlage
Der markante Wehrturm des Schlosses, „Hexenturm“ genannt, ist wie die Außenmauern im spätromanischen Stil erbaut. Mit einem Grundriss von 12 × 11,6 m und einer Mauerdicke von 3 bis 3,5 m gehört dieser „Hexenturm“ – dessen einstige Höhe auf 25 bis 30 m geschätzt wurde, aber heute nur noch 11 m hoch ist – zu den mächtigsten Schlosstürmen der Region. Eine steingemauerte Rundtreppe verbindet die einzelnen Stockwerke.

## Impressionen

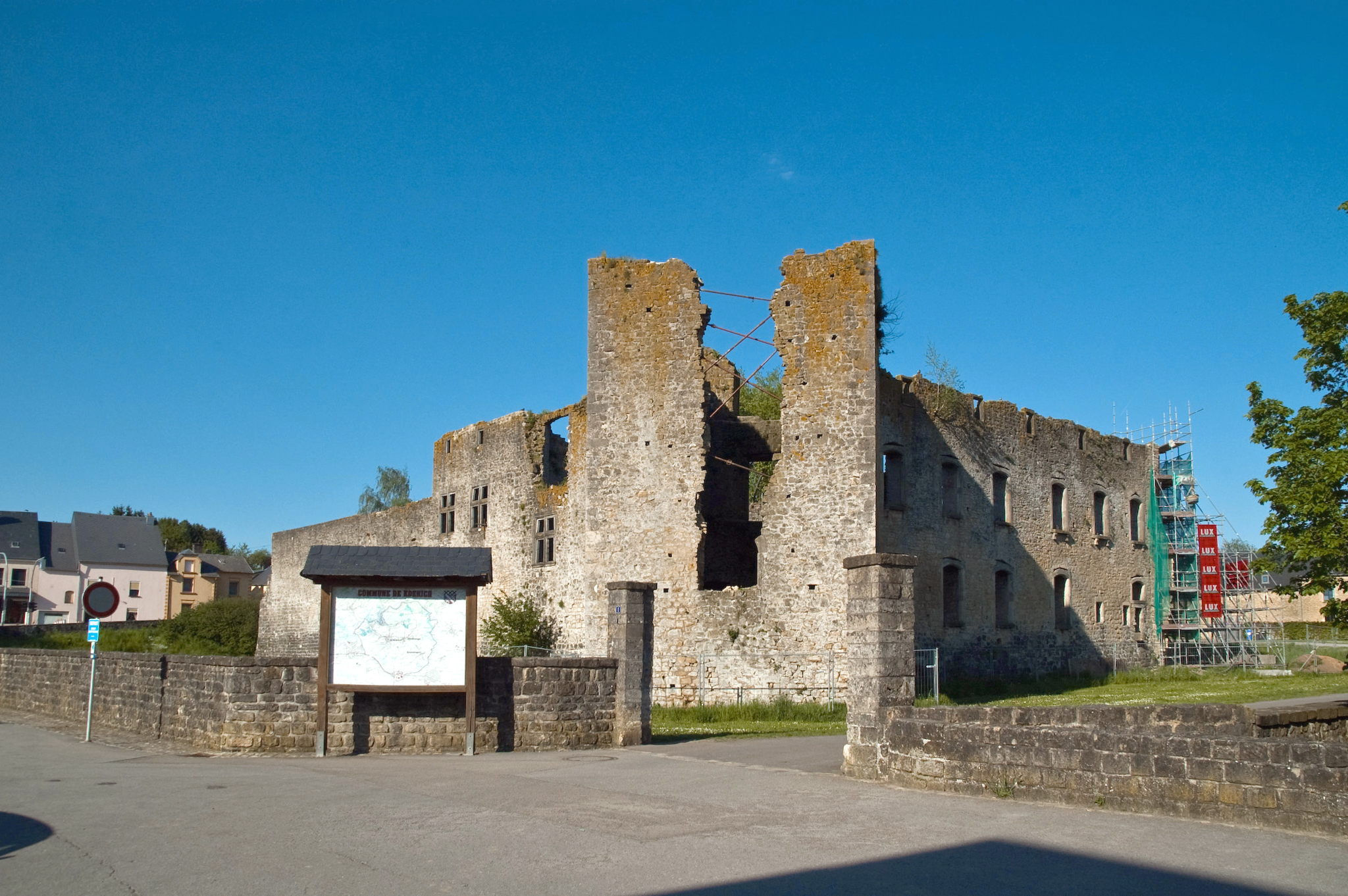
Eingang zum Bering
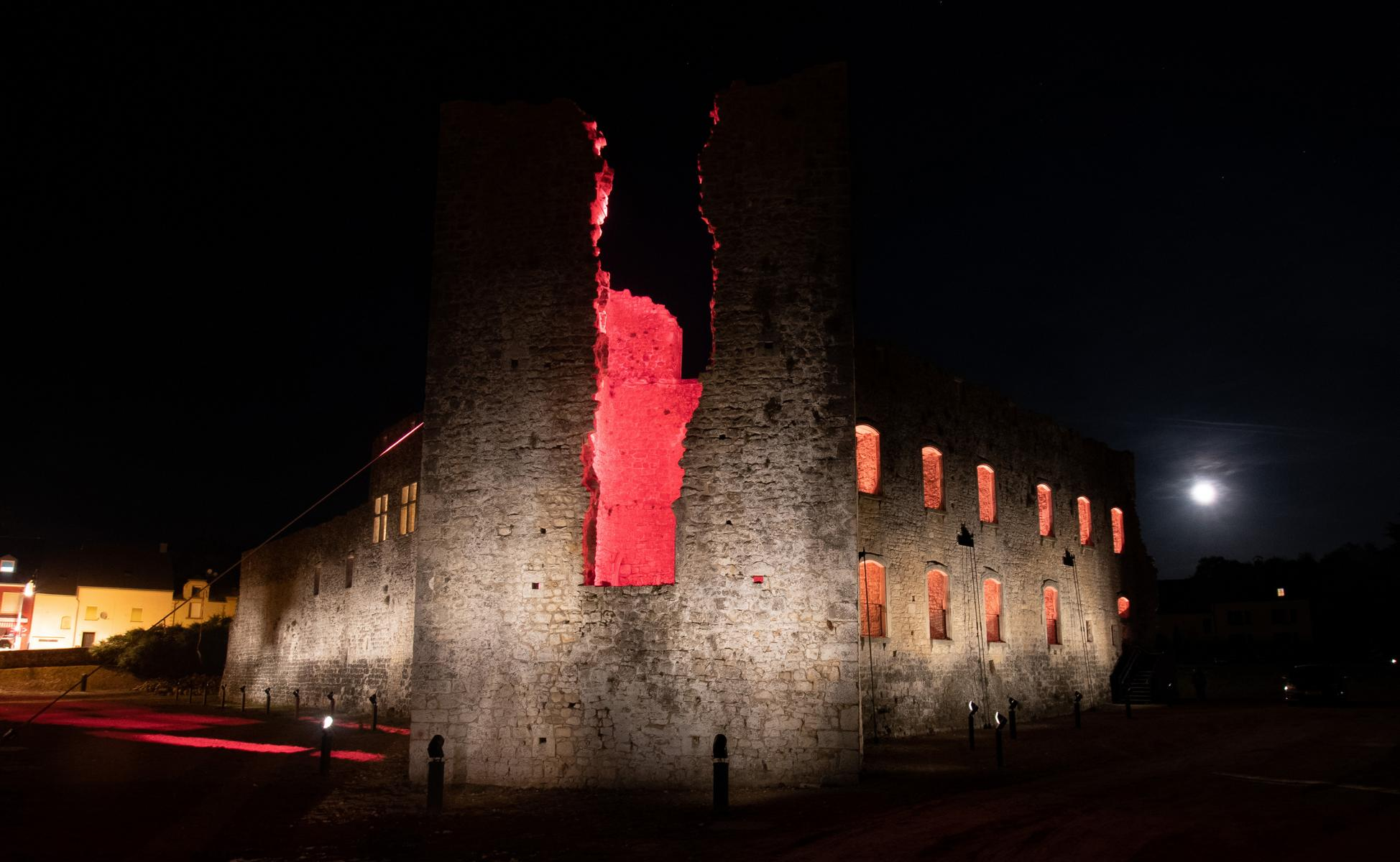
Das Schloss bei Nacht
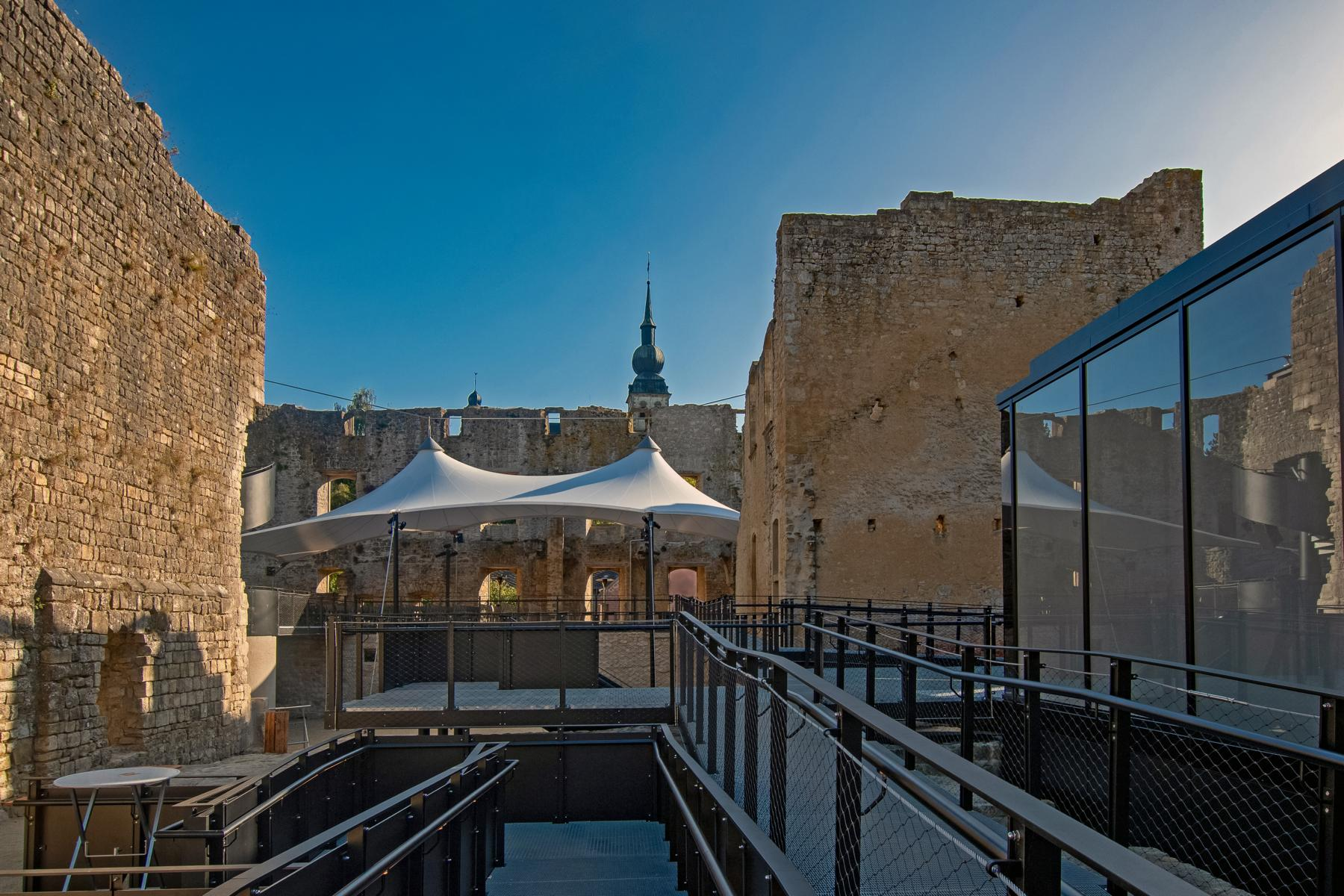
Im Gréiweschlass in Koerich
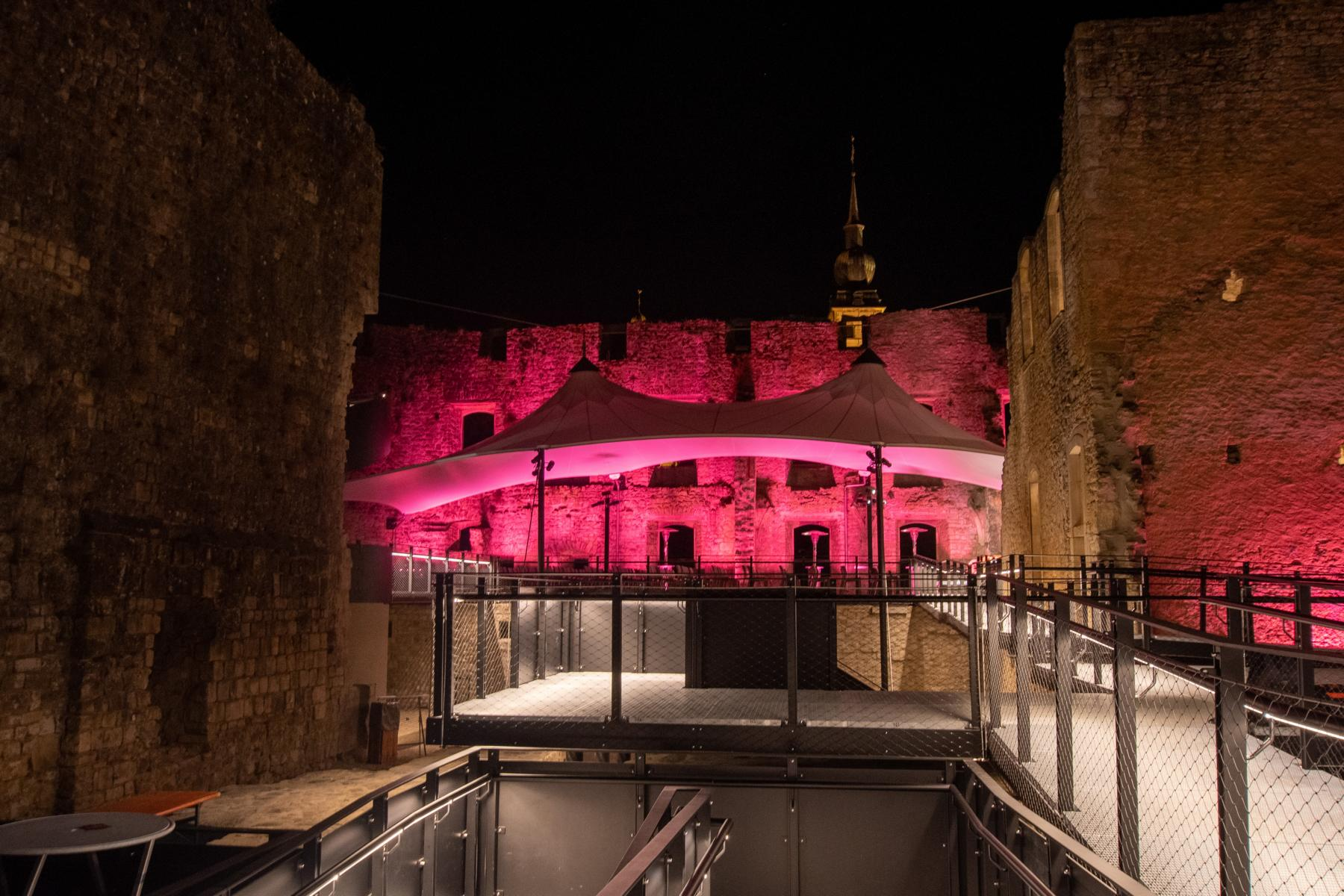
Das Schloss bei Nacht